# Placidochromis rotundifrons
 Placidochromis rotundifrons és una espècie de peix de la família dels cíclids i de l'ordre dels perciformes.

## Morfologia
Els mascles poden assolir els 6,4 cm de longitud total.

## Distribució geogràfica
Es troba al llac Malawi (Malawi, Àfrica oriental).